# Bresle
Bresle là một xã ở tỉnh Somme, vùng Hauts-de-France, Pháp. Xã này tọa lạc trên đường D226, khoảng 16 dặm Anh về phía tây bắc của Amiens.

## Dân số
| 1962                                                           | 1968 | 1975 | 1982 | 1990 | 1999 |
| -------------------------------------------------------------- | ---- | ---- | ---- | ---- | ---- |
| 89                                                             | 102  | 92   | 90   | 83   | 74   |
| Số liệu điều tra dân số từ năm 1962, dân số không tính hai lần |      |      |      |      |      |